# Hodinová věž (Priština)
Hodinová věž v Prištině (albánsky Kulla e Sahatit, srbsky Сахат кула/Sahat kula) představuje jednu z kulturních památek v hlavním městě Kosova. Nachází se v historické části města, v blízkosti kosovského muzea. 
Vybudována byla na konci 19. století. Vznikla na místě původní stavby, kterou zničil požár a za použití značného množství původního kamene. Na vrcholu věže se nacházel zvon, který byl dovezen z Rumunska jako turecká válečná kořist. Nacházel se na něm původní nápis ještě v rumunské cyrilici (Tento zvon byl vyroben pro pana župana Jona Moldovana). Zvon, který pravidelně odbíjel hodiny, byl nicméně ukraden v roce 2001.
Věž má výšku 26 metrů, má šestiúhelníkový půdorys. Vybudována byla z pískovce (do 15 m výšky) a cihel. Střecha je z olova a dřeva. Uvnitř věže se nachází točité schodiště, které bylo vybudováno z kamene a dřeva.
Od roku 1967 je památkově chráněná. Samotné hodiny na věži byly dlouhodobě nefunkční (od roku 1971 až do roku 2002). Jejich obnova se uskutečnila za přítomnosti francouzských jednotek KFOR.